# Bertogne
Bertogne là một đô thị của Bỉ. Đô thị này nằm ở tỉnh Luxembourg, vùng Wallonie.
Ngày 1 tháng 1 năm 2007, đô thị này có diện tích 91,67 km², có dân số 3.002 dân với mật độ dân số 32,7 người trên mỗi km².